# Imperial Federation League
L’Imperial Federation League fut une organisation britannique fondée à Londres le 29 juillet 1884 destinée à promouvoir le projet politique de Fédération impériale qui avait pour objectif de transformer l'Empire britannique en État fédéral.
Le mouvement regroupait des personnalités issues de tous les partis politiques, conservateur comme libéral. S'y croisèrent hommes politiques, écrivains, journalistes, etc. L'organisation comptait parmi ses membres E. M. Forster, John Robert Seeley, James Bryce ou Archibald Primrose qui en fut président de 1885 à 1892.
Des sections locales furent rapidement créées au Canada, en Australie, Nouvelle-Zélande à la Barbade ou en Guyane britannique.